# Ким Хян Ми (игрок в настольный теннис)
Ким Хян Ми (кор. 김향미, р.19 сентября 1979) — северокорейская спортсменка, игрок в настольный теннис, чемпионка Азиатских игр, призёр Олимпийских игр и чемпионатов мира.

## Биография
Родилась в 1979 году. В 1996 году приняла участие в Олимпийских играх в Атланте, но неудачно. В 2001 году в составе команды стала обладательницей серебряной медали чемпионата мира. В 2002 году в составе команды завоевала золотую медаль Азиатских игр. В 2004 году стала серебряной призёркой Олимпийских игр в Афинах.